# Bellavista, Chiapas
Bellavista är en ort i Mexiko.   Den ligger i kommunen Cacahoatán och delstaten Chiapas, i den sydöstra delen av landet, 900 km sydost om huvudstaden Mexico City. Bellavista ligger 1 158 meter över havet och antalet invånare är 525.
Terrängen runt Bellavista är kuperad åt sydväst, men åt nordost är den bergig. Runt Bellavista är det ganska tätbefolkat, med 155 invånare per kvadratkilometer. Närmaste större samhälle är Cacahoatán, 9,5 km söder om Bellavista. I omgivningarna runt Bellavista växer i huvudsak städsegrön lövskog.